# Cartolle
Cartolle (in montenegrino Krtole, rinominato poi in Radovići - Радовићи) è un centro abitato del Montenegro, compreso nel comune di Teodo.
Fu un comune, di case sparse con circa 1.000 abitanti, dell'Impero austro-ungarico e successivamente della provincia di Cattaro nel Regno d'Italia, suddivisione amministrativa del Governatorato della Dalmazia, dipendente dal Regno d'Italia dal 1941 al 1943.

## Toponimo
Cartolle dà il nome all'insenatura omonima (uvala Krtole) a sud della baia di Teodo, sotto l'isoletta di San Marco (otočić Stradioti Maslinik o anche Sveti Marko), mentre l'insenatura a nord prende il nome di Cucculina (uvala Polje).